# Ulf Olsson
Ulf Håkan Olsson (19. december 1951 – 10. januar 2010), var en svensk morder dømt for at have dræbt den 10-årige Helén Nilsson og den 26-årige Jannica Ekblad i 1989.
Han boede fra 1990, året efter mordene, og frem til han blev arresteret den 24. juni 2004, i Vimmerby i Småland. 
Olsson blev på baggrund af en DNA-test i 2004, i 2005 dømt for de to mord begået i 1989. Selv hævdede han helt frem til sin død, at han var uskyldig. Han blev i retten dømt til behandling på en lukket psykiatrisk afdeling. 
Tidligt om morgenen den 10. januar 2010, blev Ulf Olsson fundet død i sin celle i Sundsvall, efter at have taget sit eget liv. Olsson havde tidligere på morgenen skrevet et afskedsbrev på sin blog, hvor han hævdede sin uskyld i sagen, i bloggen skrev han:"Det bedste for mig er simpelthen bare at dø, end at sidde her som en levende død. (svensk: Det bästa för mig är helt enkelt att bara få dö, än att sitta här som en levande död)".
Efterforskningen var den næststørste i Sveriges historie, kun overgået af efterforskningen i 1986 efter mordet på statsminister Olof Palme.